# Lopătăreasa, Buzău
Lopătăreasa este un sat în comuna Bisoca din județul Buzău, Muntenia, România. Se află în zona de munte.